# Rạch Gầm
Rạch Gầm là một con sông nhỏ tại tỉnh Tiền Giang. Địa bàn có sông Rạch Gầm chảy qua từng là điểm quan trọng trong cuộc phục kích của quân Tây Sơn nhằm chống 5 vạn quân Xiêm, trận Rạch Gầm-Xoài Mút vào năm 1785. Đoạn sông Tiền từ Rạch Gầm đến rạch Xoài Mút trở thành điểm quyết chiến mà Nguyễn Huệ chọn để đánh bại quân Xiêm.

## Tự nhiên
Rạch Gầm bắt đầu từ điểm giáp ranh với kênh Bang Lợi giữa xã Mỹ Long (huyện Cai Lậy) và xã Bàn Long (huyện Châu Thành), sông chảy trên địa phận xã Bàn Long rồi chảy qua địa phận xã Vĩnh Kim (huyện Châu Thành), từ chợ Vĩnh Kim sông đổ xuống hướng nam và đổ ra sông Tiền tại địa phận xã Kim Sơn (huyện Châu Thành)  vị trí cửa sông cách cầu Rạch Miễu khoảng 17 km về hướng đông. Chiều dài gần 11,5 km.
Độ sâu trung bình của sông là 4–5 m, độ sâu gần vàm là 7–8 m. Sông có đoạn rộng nhất là 100 m thuộc xã Kim Sơn, vàm Rạch Gầm rộng khoảng 80 m.
Sông hiện nay thường hay xảy ra tình trạng sạt lở, một tình trạng chung phổ biến ở các con sông thuộc địa phận tỉnh Tiền Giang, vào năm 2021, bờ tây Rạch Gầm sạt lở mạnh, kéo dài 70 m. Nguyên nhân được xác định là do hạn mặn xâm nhập, làm cho cây bần dọc sông bị chết vì thối rễ nên đất bị tụt xuống sông.

## Tên gọi
Theo ghi chép của Tiến sĩ sử học Nguyễn Phúc Nghiệp: "...Thuở đó, khi ông bà mình đến đây khẩn đất lập điền thì chỉ thấy toàn là rừng rậm, cây cối mịt mùng, còn dã thú nhiều không sao mà kể, nhất là cọp. Tiếng rống của cọp vang dậy cả một vùng, nên ông bà đặt tên chỗ này là rạch Cọp Gầm, rồi về sau kêu bằng Rạch Gầm cho dễ nhớ...".
Theo ghi chép của người dân Phú Túc, Bến Tre thì: "Thuở xưa, tại vùng đất này, ở bên này sông Tiền, Phú Túc ở bên bờ kia, trời đất tối tăm, mịt mù. Bỗng một đêm nọ, trời mưa như trút, sấm chớp đùng đùng, tiếng gầm thét từ bên bờ này sang bờ bên kia, rồi sau đó dội lại như đối đáp nhau. Đến sáng ra, trời quang mây tạnh, phong cảnh sáng sủa, tươi tốt. Nhờ vậy dân chúng làm ăn ngày càng khấm khá. Để ghi lại chuyện cũ, ông bà đặt tên cho con rạch là rạch Ông Gầm, sau đó gọi tắt là Rạch Gầm; còn con rạch ở bờ đối diện thuộc cù lao Phú Túc là rạch Bà Hét".
Theo PGS.TS Lê Trung Hoa trong quyển Địa danh thành phố Hồ Chí Minh, trang 43, dẫn tư liệu từ quyển Dictionnaire Vietnamien - Chinois - Français của tác giả E.Gouin, thì "Gầm" là biến âm của "gằm" là tên một loài cây. Nhưng cũng theo ông thì "không biết đó là loại cây gì, bởi vì không thấy tự điển nào định nghĩa".
Theo tác giả Việt Tuấn trong bài "Rạch Gầm - Xoài Mút" được in trong quyển Các di tích lịch sử - văn hóa quốc gia tại tỉnh Tiền Giang, "Rạch Gầm" có xuất xứ từ tiếng Khmer: Ca Răm, có nghĩa là Con Cọp, Ca Răm được người dân gọi trại thành Gầm.
Rạch Gầm trước đây còn có tên Hán - Việt là Sầm Giang.

## Lịch sử
Từ thế kỷ 18, ngay vị trí Rạch Gầm đổ vào sông Tiền, còn gọi là vàm Rạch Gầm có chợ Rạch Gầm, thuộc làng Kim Sơn, là nơi mua bán sầm uất các loại nông sản như cam, quýt, bưởi, chuối, sapô, vú sữa,...
Năm 1785, địa bàn có sông Rạch Gầm chảy qua từng là nơi diễn ra trận đánh giữa Đại Việt và Xiêm, trận Rạch Gầm-Xoài Mút.
Theo Đại Nam nhất thống chí, thì vào giữa thế kỷ 19, Rạch Gầm thuộc tỉnh Định Tường: "Rạch Gầm cách huyện Kiến Đăng 29 dặm về phía Tây Nam, là đoạn hạ lưu sông Tiền Giang, cũng là chỗ chia địa giới của hai huyện Kiến Đăng và Kiến Phong (phủ Kiến Tường tỉnh Định Tường nhà Nguyễn),..., sông chảy 2 dặm rưỡi đến chỗ ngã ba, ngả phía Tây chảy 7 dặm rưỡi thì hợp với sông Trà Liễu, ra hạ lưu sông Tiền Giang, ngả phía Bắc chảy 24 dặm đến chỗ nguồn tận cùng của giồng Chôm."
Đầu năm 1862, địa bàn là nơi diễn ra trận đánh lớn giữa quân viễn chinh Pháp và quân Đại Nam gồm quân của Trương Định và quân Thiên Hộ Dương.
Theo ghi chép năm 1902, Rạch Gầm dài 11 km, chảy từ làng Hữu Đạo qua tổng Thuận Bình và Lợi Trường.
Năm 2021, để đối phó với tình trạng nhiễm mặn kết hợp hạn hán thường xuyên diễn ra, Ban Quản lý dự án đầu tư xây dựng công trình nông nghiệp và phát triển nông thôn tỉnh Tiền Giang phê duyệt kế hoạch lựa chọn nhà thầu thực hiện Dự án Đầu tư xây dựng hệ thống cống ngăn mặn. Dự án xây dựng này triển khai tại điểm đầu các kênh rạch chảy ra sông Tiền, tổng mức đầu tư dự án là 846,36 tỷ đồng. Trong đó, gói thầu Thi công cống Rạch Gầm là 185,351 tỷ đồng. Mục đích dự án là cho đến năm 2024, tỉnh Tiền Giang sẽ hoàn thành xây dựng 6 cống đập ngăn mặn ven sông Tiền tại địa bàn huyện Châu Thành và Cai Lậy gồm: cống Rạch Gầm, Phú Phong, Cây Cồng, Hai Tân, Mù U và Cái Sơn. Nhiệm vụ ngăn mặn xâm nhập từ sông Tiền, dự trữ nước ngọt phục vụ nhu cầu sản xuất cho 127.000 ha diện tích đất canh tác trồng cây ăn trái và lúa; cung cấp nước ngọt phục vụ hơn 1,1 triệu dân của tỉnh Tiền Giang và Long An vào mùa khô.